# حسین استوار
حسین اُستوار (زادهٔ ۱۲۷۵ – درگذشتهٔ ۸ شهریور ۱۳۶۵) موسیقی‌دان و نوازندهٔ پیانو و تار اهل ایران بود. او از نخستین پیانو نوازان ایرانی بوده‌است.

## زندگی هنری
حسین استوار در سال ۱۲۷۵ متولد شد. در کودکی نزد پدر سازهای «تار» و «سه‌تار» را فراگرفت و پس از آن نزد «محمود مفخم» (مفخم الممالک) به آموختن «پیانو» مشغول شد. در ادامه به جهت تکمیل فراگیری «تار» به کلاس «درویش‌خان» رفت. او به همراه «علی اکبر شهنازی» کنسرت‌های متعدد خیریه برپا کرد. وی همچنین اُپرتهایی نوشت که در زمان خود به صحنه رفته‌است. او همچنین با نوازندگی سه‌تار و سنتور آشنا بود. از او صفحات گرامافون به همراه ویلن نوازی «ابراهیم منصوری» به جا مانده‌است.
همسر وی دختر «غلامرضا مین‌باشیان» (سالار معزز) بود که پس از «موسیو لومر» فرانسوی به ریاست شعبه موسیقی نظام در دارالفنون برگزیده شد. «هوشنگ استوار» موسیقی‌دان و آهنگساز ایرانی، فرزند حسین استوار بود.

## آثار هنری
از جمله آثار حسین استوار به موارد زیر می‌توان اشاره نمود:
- ساخت چند اُپرت
- همنوازی با ویلن «ابراهیم منصوری»
- همنوازی با تار «سالاری»
- همراهی با آواز «لرتا»
- اجرای آثاری از «رکن‌الدین مختاری»